# Karl-Heinz Körbel
Karl-Heinz "Charly" Korbel ou Charly Körbel (Dossenheim, 01 de dezembro de 1954) é um ex-futebolista alemão que atuava como zagueiro. Ele é atualmente um membro da Administração de Futebol do Eintracht Frankfurt,  e trabalha atualmente como diretor da escolinha de futebol do Frankfurt, localizada em Frankfurt am Main. Além disso, Korbel tem uma loja de esporte em sua cidade natal, Dossenheim.
Atualmente detém o recorde de mais participações na Bundesliga, tendo atuado 602 vezes pelo Eintracht Frankfurt entre 1972 e 1991.

## Títulos

### Jogador
Internacional
- Copa da UEFA: 1980

Nacional
- Copa da Alemanha (4): 1974, 1975, 1981 e 1988